# Thiết bị chuyển đổi nguồn tự động
Thiết bị chuyển đổi nguồn tự động là thiết bị chuyển mạch tự động từ nguồn chính sang nguồn dự phòng khi có sự cố về điện.

## Chức năng
- Giám sát nguồn điện: Tự khởi động máy nổ khi mất điện lưới và tự động ngắt máy nổ khi có điện lưới trở lại.
- Thời gian trễ đóng điện máy nổ kể từ khi máy nổ bắt đầu hoạt động, hoặc thời gian đóng điện lưới từ khi có điện lưới trở lại có thể thay đổi được dễ dàng. (75-100ms)
- Chống dao động điện: Khi nguồn điện không ổn định, hệ thống sẽ ngắt điện đến tải để bảo vệ tải. Khi nguồn điện ổn định trở lại sau một khoảng thời gian nhất định thì mới đóng điện đến tải.
- Chức năng bảo vệ: Hệ thống có chức năng chống quá/thấp áp, mất pha điện lưới: Khi mạng điện lưới bị mất một trong ba pha, hoặc khi mạng điện lưới ba pha xảy ra hiện tượng tăng áp hoặc thấp áp vượt ra ngoài dải đã đặt, thì hệ thống tự động ngắt tải ra khỏi mạng điện lưới và khởi động máy phát điện để cấp điện cho tải. Khi mạng điện lưới thực sự ổn định trở lại sau khoảng thời gian đặt trước tuỳ ý (từ 01 đến 10 phút), thì hệ thống sẽ tự động tắt máy phát điện và đóng điện lưới đến tải.
- Chức năng chỉ thị: Có đèn tín hiệu chỉ thị trạng thái hoạt động: điện lưới/máy phát.
- Chức năng cảnh báo: Cảnh báo tại chỗ và truyền tín hiệu cảnh báo về trung tâm đối với các sự kiện (tuỳ ý đặt)
- Các thông số hoạt động cho hệ thống được cài đặt dễ dàng tuỳ ý người vận hành.

## Sơ đồ khối chức năng
Thiết bị chuyển đổi nguồn tự động gồm 3 bộ phận:
- Bộ điều khiển: giám sát trạng thái và điều khiển hoạt động của toàn bộ thiết bị chuyển đổi nguồn tự động. Hoạt động tự động.
- Hệ thống đóng điện: Đóng điện lưới/điện máy nổ đến tải và gửi các thông tin về bộ điều khiển. Hoạt động tự động.
- Cầu dao đảo pha (nếu có): đấu tắt điện lưới/điện máy nổ đến tải mà không thông qua thiết bị chuyển đổi nguồn tự động. Do nhân viên vận hành (chỉ sử dụng có sự cố).

## Một số đèn báo và nút nhấn chức năng thường gặp
- Đèn báo Mains Available sáng báo hiệu Điện Lưới nằm trong phạm vi cho phép.
- Đèn báo Mains On Load sáng báo hiệu Điện Lưới đang cung cấp ra cho phụ tải.
- Đèn báo Generator Available sáng báo hiệu Điện Máy có giá trị cho phép.
- Đèn báo Generator On Load sáng báo hiệu Điện Máy đang cung cấp ra cho phụ tải.
- Hoãn khởi động máy phát (Delay Start), thời gian này tuỳ chỉnh.
- Hoãn phục hồi điện lưới trở lại (Delay On Restoration), thời gian này tuỳ chỉnh.
- Hoãn đóng điện lưới vào phụ tải (Delay On Transfer), thời gian này tuỳ chỉnh.
- Hoãn đóng điện máy vào phụ tải (Warm Up), thời gian này tuỳ chỉnh.
- Chạy làm mát máy (Cool Down), thời gian này tuỳ chỉnh.
- Cho phép máy cố gắng khởi động tối đa 03 lần.
- Sạc bình accu tự động (Automatic Battery Charger) điều tiết nguyên tắc xung.
- Bộ ATS cho phép người sử dụng chọn nguồn Điện Lưới hay Điện máy cung cấp ra phụ tải khi cần thiết thông qua công tắc Manual Switch.